# ヤコブ・ラウランツォン
ヤコブ・ラウランツォン（Jacob Ager Laurantzon；1878年1月7日 - 1965年9月17日）は、ノルウェーの軍人。少将。
1924年～1925年、駐ヘルシンキ駐在武官。1926年、歩兵連隊を指揮。1932年～1935年、砲兵総監。1935年、第5軍管区長、トロンヘイム警備司令、第5師団長に任命。
1940年4月9日のドイツ軍のノルウェー侵攻時、ラウランツォンは、トリョンデラグ管区司令官となった。ラウランツォンの部隊（第12歩兵連隊、第3砲兵連隊、第1工兵大隊）は、トロンヘイムを防衛した。ドイツ軍は、約2千人の奇襲上陸によりトロンヘイムを無血占領した。ラウランツォンは、V.クヴィスリングの指示に従い、管区内の動員を停止し、ヴェルネス飛行場を無抵抗に引き渡した。残余部隊は、北方、南東、あるいはスウェーデン国境に向かって無秩序に退却した。